# 于里梅尼勒
于里梅尼勒（法語：Uriménil，法語發音：[yʁimenil] ⓘ）是法国大东部大区孚日省的一个市镇，位于省会埃皮纳勒市区西南，属于埃皮纳勒区和埃皮纳勒城市圈公共社区。

## 地理
于里梅尼勒（48°6'5"N, 6°24'5"E）面积15.62 平方千米，位于法国大東部大區孚日省，该省份为法国东北部内陆省份，北起默兹省和默尔特-摩泽尔省，西接上马恩省，南至上索恩省和贝尔福地区省，东临上莱茵省和下莱茵省。
与于里梅尼勒接壤的市镇（或旧市镇、城区）包括：杜努、埃皮纳勒、阿多勒、勒诺瓦、于兹曼。

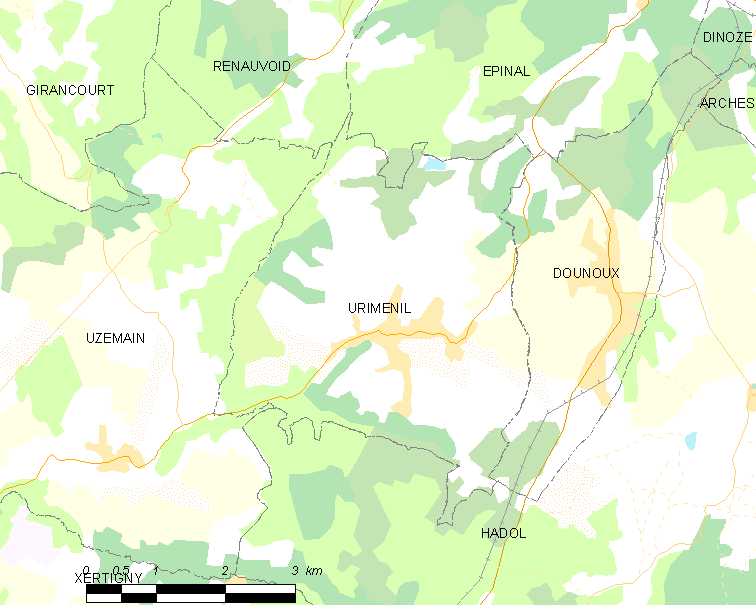
于里梅尼勒的OSM定位图

于里梅尼勒的时区为UTC+01:00、UTC+02:00（夏令时）。

## 行政
于里梅尼勒的邮政编码为88220，INSEE市镇编码为88481。

## 政治
于里梅尼勒所属的省级选区为勒瓦勒达若勒县。

## 人口

1962-2008年间于里梅尼勒人口变化图示

于里梅尼勒于2022年1月1日时的人口数量为1326人。